# يوهانيس ران
يوهانيس ران (بالألمانية: Johannes Rahn)‏ (16 يناير 1986 بهاخنبورغ في ألمانيا - ) هو لاعب كرة قدم ألماني في مركز الهجوم. لعب مع أرمينيا بيليفيلد وفورتونا كولن وفي إف بي شتوتغارت الثاني ونادي كوبلنتس.

## روابط خارجية
- يوهانيس ران على موقع قاعدة بيانات كرة القدم.إي يو (الإنجليزية)
- يوهانيس ران على موقع بيانات كرة القدم. دي إي (الألمانية)
- يوهانيس ران على موقع عالم كرة القدم.نت (الإنجليزية)